# Fred Arbinger
Alfred „Fred“ Arbinger (* 6. Juni 1957 in Aldersbach) ist ein ehemaliger deutscher Fußballspieler und ‑trainer.

## Karriere

### Spieler
Arbinger wuchs in Niederbayern auf und spielte in der Jugend für den FC Alkofen und bis 1975 für den FC Vilshofen (aus dem auch Klaus Augenthaler zu den Bayern gelangte). Vom Bundesligisten FC Bayern München verpflichtet, gab Arbinger sein Bundesliga-Debüt an jenem „schwarzen“ 9. Oktober 1976, an dem der FC Bayern München seine bislang höchste Heimniederlage hinnehmen musste: Beim 0:7 gegen den FC Schalke 04 wurde er zur 2. Halbzeit – beim Stand von 0:2 – für Georg Schwarzenbeck eingewechselt.
Er gehörte auch jener FCB-Mannschaft an, die nach einem 2:0-Heimsieg dank eines 0:0-Unentschieden im Rückspiel bei Cruzeiro Belo Horizonte, dem südamerikanischen Landesmeisterpokal-Gewinners, am 21. Dezember 1976 – in der 85. Minute für Karl-Heinz Rummenigge eingewechselt – den Weltpokal gewann. Des Weiteren kam er für die Bayern dreimal in Spielen um den DFB-Pokal 1976/77 zum Einsatz. In seiner letzten Saison wurde er noch einmal in zwei Spielen der Gruppe 2 in der einmaligen Sonderveranstaltung des Intertoto-Cup-Wettbewerbs berücksichtigt. Im ersten Gruppenspiel am 6. Mai 1978 wurde er beim torlosen Unentschieden beim MTK Budapest FC für Uli Hoeneß in der 70. Minute eingewechselt, wie auch im vierten Gruppenspiel am 20. Mai 1978 bei der 0:1-Niederlage beim AS Saint-Étienne für Gerd Müller in der 55. Minute.
Zur Saison 1978/79 wurde er vom Zweitligisten Tennis Borussia Berlin verpflichtet, für den er am 30. Juli (1. Spieltag) beim 1:1-Unentschieden im Heimspiel gegen Rot-Weiss Essen erstmals zum Einsatz kam. Sein erstes Tor im bezahlten Fußball war zugleich der 2:1-Siegtreffer am 12. November 1978 (15. Spieltag) im Heimspiel gegen die SG Wattenscheid 09, gegen die er am 16. November 1979 (15. Spieltag) der Folgesaison sein letztes von 51 Ligaspielen bestritt. Des Weiteren kam er auch in fünf Spielen um den DFB-Pokal zum Einsatz.
Von 1980 (zwei Jahre beim FC Vilshofen) bis 1990 (ein Jahr bei der SpVgg Osterhofen-Altenmarkt) spielte er für mehrere unterklassige Vereine in Niederbayern.

### Trainer
Zum Abschluss seiner Karriere war Arbinger als Spielertrainer beim FC Aunkirchen und bei der SpVgg Osterhofen-Altenmarkt tätig.
Die weiteren Trainerstationen des Sportartikel-Kaufmanns waren der DFB-Stützpunkt Pleinting, TSV Rotthalmünster, 1. FC Passau, SV Schalding-Heining, DJK-TSV Dietfurt und SV Wacker Burghausen. Dort war er von 2003 bis 13. Dezember 2006 zuständig für die A-Jugend, vom 14. Dezember 2006 bis 1. Januar 2007 Interimstrainer (Nachfolger wurde Gino Lettieri) und vom 2. Januar 2007 bis 31. Mai 2007 Teammanager bei den Profis. Zuletzt war Arbinger 2008 beim SV Bad Füssing tätig.